# Eragrostis deflexa
Eragrostis deflexa är en gräsart som beskrevs av Albert Spear Hitchcock. Eragrostis deflexa ingår i släktet kärleksgrässläktet, och familjen gräs. Inga underarter finns listade i Catalogue of Life.